# Maria Butyrskaya
Maria Butyrskaya (en russe : Мария Викторовна Бутырская, Maria Viktorovna Boutyrskaïa) (née le 28 juin 1972 à Moscou en RSFS de Russie (Union soviétique), est une patineuse artistique russe. Elle a été six fois championne de Russie (1993, 1995, 1996, 1997, 1998 et 1999), trois fois championne d'Europe (1998, 1999 et 2002) et championne du monde en 1999.

## Biographie

### Carrière sportive
Maria Butyrskaya a d'abord représenté l'Union soviétique jusqu'en 1992, puis a patiné pour la Russie. Elle a été entraîné par Elena Tchaikovskaia (de) et Vladimir Kotin.
Maria est montée sur de multiples podiums au cours de sa carrière amateur. Elle a été sextuple championne de Russie, ce qui constitue encore aujourd'hui un record inégalée. Aux championnats d'Europe, elle est montée sur six podiums dont trois sur la plus haute marche en 1998 à Milan, en 1999 à Prague et en 2002 à Lausanne. Aux mondiaux elle a réussi à faire trois podiums dont celui des championnats du monde de 1999 à Helsinki en battant l'américaine Michelle Kwan, championne du monde en titre. Elle est ainsi devenue la patineuse la plus âgée à remporter le titre mondial, et la première patineuse russe à devenir championne du monde. Elle a également représenté son pays à deux olympiades lors des jeux olympiques de 1998 à Nagano et aux jeux olympiques de 2002 à Salt Lake City, où elle s'est classée respectivement 4e et 6e.
Maria Butyrskaya a souvent participé à la chorégraphie de ses programmes, ainsi qu'à la conception de ses costumes. Ses programmes ont gagné en féminité d'années en années, surtout vers la fin de sa carrière en comparaison avec ses concurrentes qui étaient plus jeunes qu'elle. Elle-même décrit son style de patinage comme « une femme sur la glace ». En 2000, le New York Times a décrit son programme court (Sarah Brightman's Scene d'Amour) comme « fluide, patinage lyrique ... un spectacle d'une rare élégance et de beauté. » Toutefois, elle patinait mieux lors des entraînements que pendant les compétitions à cause de sa tension nerveuse. Il est à signaler que sa voiture a été explosée par la mafia russe en décembre 1999, juste avant les championnats de Russie 2000 qu'elle a perdu.
Elle a décidé d'arrêter sa carrière amateur après son abandon aux qualifications des championnats du monde de 2002 à Nagano.

### Reconversion
Maria Butyrskaya a choisi de commencer une carrière d'entraîneur. Elle travaille actuellement à l'École de patinage de réserve olympique à Moscou.
Le 11 août 2006, elle épouse un joueur de hockey-sur-glace, Vadim Khomitski, qui était à l'époque membre de l'équipe des Stars de Dallas jouant dans la Ligue nationale de hockey. Ils ont deux enfants : Vladislav (né le 16 avril 2007) et Alexandra (née le 3 juin 2009).

## Palmarès
| Compétition/Saison              | 1991    | 1992    | 1993    | 1994    | 1995    | 1996    | 1997    | 1998    | 1999    | 2000    | 2001    | 2002    |  |  |
| Jeux olympiques d'hiver         |         |         |         |         |         |         |         | 4e      |         |         |         | 6e      |  |  |
| Championnats du monde           |         |         | 29e     |         |         | 4e      | 5e      | 3e      | 1re     | 3e      | 4e      | A       |  |  |
| Championnats d'Europe           |         |         | 5e      | 4e      | 7e      | 3e      | 4e      | 1re     | 1re     | 2e      | 2e      | 1re     |  |  |
| Championnats d'Union soviétique | 6e      | 3e      |         |         |         |         |         |         |         |         |         |         |  |  |
| Championnats de Russie          |         |         | 1re     | 2e      | 1re     | 1re     | 1re     | 1re     | 1re     | 2e      | 3e      | 2e      |  |  |
|                                 |         |         |         |         |         |         |         |         |         |         |         |         |  |  |
| Grand Prix ISU                  | 1990/91 | 1991/92 | 1992/93 | 1993/94 | 1994/95 | 1995/96 | 1996/97 | 1997/98 | 1998/99 | 1999/00 | 2000/01 | 2001/02 |  |  |
| Finale du Grand Prix            |         |         |         |         |         | 7e      | 4e      | 3e      | 2e      | 3e      | 4e      | 4e      |  |  |
| Skate America                   |         |         |         |         |         |         | 10e     |         | 1re     |         |         |         |  |  |
| Skate Canada                    |         |         | 1re     |         |         |         |         | 2e      |         |         |         |         |  |  |
| Coupe d'Allemagne               |         | 7e      |         | 6e      | 8e      | 2e      |         |         | 3e      | 1re     | 1re     | 1re     |  |  |
| Trophée de France               |         |         |         |         | 5e      |         | 2e      |         | 1re     | 1re     | 1re     | 1re     |  |  |
| Trophée NHK                     |         |         | 5e      |         |         | 5e      | 1re     | 2e      |         | 1re     | 2e      |         |  |  |
| Légende : A= Abandon            |         |         |         |         |         |         |         |         |         |         |         |         |  |  |